# Frieda Fromm-Reichmann
Frieda Fromm-Reichman, född 1889 i Karlsruhe, Tyskland, död 1957 i Rockville, Maryland, var en tysk-amerikansk psykoanalytiker och pionjär inom psykologi och behandling av schizofreni.
Hon var av judiskt ursprung och var verksam som psykoanalytiker i Tyskland till Hitlers maktövertagande 1933. Då flydde hon till Frankrike och vidare till Brittiska Palestinamandatet för att slutligen bosätta sig i USA. 
På sjukhuset Chestnut Lodge i Maryland arbetade hon i 22 år med psykotiska patienter.
En av hennes patienter - Joanne Greenberg - skrev den uppmärksammade boken: "Ingen dans på rosor". Genom denna bok populariserades Fromm-Reichmans arbetsmetod med psykotiska patienter.
En period var hon gift med psykologen Erich Fromm. 
Biografin To Redeem One Person Is to Redeem the World av Gail A Hornstein handlar om Frieda Fromm-Reichman.